# Audax
Beim Straßenradsport bezeichnet ein Audax eine organisierte Langstrecken-Veranstaltung.
Dabei wird eine Strecke (ab 200 km) im geschlossenen Verband mit einer Durchschnittsgeschwindigkeit von 22,5 km/h gefahren. Bis 1960 waren es 20 km/h.
Der bekannteste Audax ist Paris–Brest–Paris über 1200 km. Diesen Audax organisiert die Union des Audax Françaises alle fünf Jahre (während der Brevet Paris–Brest–Paris alle vier Jahre stattfindet).
Das Gegenstück zum Audax ist der Brevet, bei dem die Radsportler nicht im geschlossenen Verband fahren, sondern ihr Tempo selbst bestimmen. In einigen Ländern (speziell Großbritannien und Australien) wird der Begriff Audax auch für Brevets verwendet.

## Wortherkunft
Von audax, Adjektiv Latein: kühn, tollkühn; von Verb Latein audere: wagen, vorhaben.